# Missione segreta (film 1950)
Missione segreta (Секретная миссия) è un film del 1950 diretto da Michail Il'ič Romm.